# کن ماتسودایرا
کن ماتسودایرا (انگلیسی: Ken Matsudaira؛ زادهٔ ۲۸ نوامبر ۱۹۵۳) یک هنرپیشه اهل ژاپن است. 